# Фрут Ков (Флорида)
Фрут Ков (енгл. Fruit Cove) насељено је место без административног статуса у америчкој савезној држави Флорида.

## Демографија
По попису из 2010. године број становника је 29.362, што је 13.285 (82,6%) становника више него 2000. године.
| Група             | 2000.          | 2010.          |
| Белци             | 14.943 (92,9%) | 25.368 (86,4%) |
| Афроамериканци    | 331 (2,1%)     | 1.004 (3,4%)   |
| Азијати           | 259 (1,6%)     | 782 (2,7%)     |
| Хиспаноамериканци | 382 (2,4%)     | 1.691 (5,8%)   |
| Укупно            | 16.077         | 29.362         |